# Michael Theo
Michael Theoklitos (*Melbourne, Victoria, Australia, 11 de febrero de 1981), futbolista australiano de ascendencia griega. Juega de portero y su primer equipo es el Brisbane Roar de la A-League de Australia.

## Clubes
| Club                   | País          | Año       |
| ---------------------- | ------------- | --------- |
| Bulleen Zebras         | Australia     | 2000      |
| South Melbourne FC     | Australia     | 2000-2001 |
| Bulleen Zebras         | Australia     | 2001      |
| New Zealand Knights FC | Nueva Zelanda | 2001-2002 |
| Blackpool FC           | Inglaterra    | 2002-2003 |
| South Melbourne FC     | Australia     | 2003-2004 |
| Bulleen Zebras         | Australia     | 2004      |
| Melbourne Victory      | Australia     | 2005-2009 |
| Norwich City           | Inglaterra    | 2009-2010 |
| Brisbane Roar          | Australia     | 2010-     |